# Paranarthrura kurchatovi
Paranarthrura kurchatovi är en kräftdjursart som beskrevs av Kudinova-pasternak 1975. Paranarthrura kurchatovi ingår i släktet Paranarthrura och familjen Agathotanaidae. Inga underarter finns listade i Catalogue of Life.